# مونوکلسیم سیترات
مونوکلسیم سیترات (به انگلیسی: Monocalcium citrate) با فرمول شیمیایی C۱۲H۱۴CaO۱۴ یک ترکیب شیمیایی است. که جرم مولی آن ۴۲۲٫۳۱ g/mol می‌باشد. 